# Mangalore
Mangalore (Tulu:ಕುಡ್ಲ Kudla) là một thành phố và là nơi đặt hội đồng thành phố (municipal corporation) của quận Dakshina Kannada thuộc bang Karnataka, Ấn Độ.
Đây là thành phố cảng chính của bang Karnataka. Thành phố có tên gọi là Kudla trong tiếng Tulu, Mangaluru trong tiếng Kannada, Maikāla trong tiếng Beary, Kodial trong tiếng Canarese Konkani và Mangalapuram trong tiếng Malayalam. Thành phố có khoảng cách khoảng 371 km về phía tây thủ phủ bang Bangalore. Mangalore nằm giữa biển Ả Rập và các dãy núi Tây Ghat, và là trụ sở hành chính của quận Dakshina Kannada (tên cũ Nam Canara) ở tây nam Karnataka. Với những bãi biển nguyên sơ, đường giao thông rộng và các địa phương bình tĩnh, Mangalore được xếp là thành phố sạch thứ 8 của Ấn Độ và thứ hai của bang Karnataka. Mangalore cũng là thành phố ít ô nhiễm thứ nhì Ấn Độ và thứ nhất ở Karnataka theo CPCB. 

## Địa lý
Mangalore có vị trí 12°52′B 74°53′Đ / 12,87°B 74,88°Đ Nó có độ cao trung bình là 45 mét (147 feet).

### Khí hậu
| Dữ liệu khí hậu của Mangalore               | Dữ liệu khí hậu của Mangalore | Dữ liệu khí hậu của Mangalore | Dữ liệu khí hậu của Mangalore | Dữ liệu khí hậu của Mangalore | Dữ liệu khí hậu của Mangalore | Dữ liệu khí hậu của Mangalore | Dữ liệu khí hậu của Mangalore | Dữ liệu khí hậu của Mangalore | Dữ liệu khí hậu của Mangalore | Dữ liệu khí hậu của Mangalore | Dữ liệu khí hậu của Mangalore | Dữ liệu khí hậu của Mangalore | Dữ liệu khí hậu của Mangalore |
| Tháng                                       | 1                             | 2                             | 3                             | 4                             | 5                             | 6                             | 7                             | 8                             | 9                             | 10                            | 11                            | 12                            | Năm                           |
| ------------------------------------------- | ----------------------------- | ----------------------------- | ----------------------------- | ----------------------------- | ----------------------------- | ----------------------------- | ----------------------------- | ----------------------------- | ----------------------------- | ----------------------------- | ----------------------------- | ----------------------------- | ----------------------------- |
| Cao kỉ lục °C (°F)                          | 38.0 (100.4)                  | 38.2 (100.8)                  | 43.2 (109.8)                  | 37.8 (100.0)                  | 41.0 (105.8)                  | 37.3 (99.1)                   | 39.0 (102.2)                  | 32.6 (90.7)                   | 35.4 (95.7)                   | 35.6 (96.1)                   | 36.6 (97.9)                   | 36.0 (96.8)                   | 43.2 (109.8)                  |
| Trung bình ngày tối đa °C (°F)              | 33.2 (91.8)                   | 33.5 (92.3)                   | 34.0 (93.2)                   | 34.3 (93.7)                   | 33.7 (92.7)                   | 30.0 (86.0)                   | 28.9 (84.0)                   | 28.8 (83.8)                   | 30.1 (86.2)                   | 31.4 (88.5)                   | 32.8 (91.0)                   | 33.3 (91.9)                   | 32.0 (89.6)                   |
| Trung bình ngày °C (°F)                     | 27.1 (80.8)                   | 27.7 (81.9)                   | 28.8 (83.8)                   | 29.6 (85.3)                   | 29.3 (84.7)                   | 26.7 (80.1)                   | 26.0 (78.8)                   | 25.9 (78.6)                   | 26.6 (79.9)                   | 27.3 (81.1)                   | 27.7 (81.9)                   | 27.3 (81.1)                   | 27.5 (81.5)                   |
| Tối thiểu trung bình ngày °C (°F)           | 20.9 (69.6)                   | 21.9 (71.4)                   | 23.7 (74.7)                   | 24.9 (76.8)                   | 25.0 (77.0)                   | 23.4 (74.1)                   | 23.0 (73.4)                   | 23.0 (73.4)                   | 23.1 (73.6)                   | 23.1 (73.6)                   | 22.6 (72.7)                   | 21.4 (70.5)                   | 23.0 (73.4)                   |
| Thấp kỉ lục °C (°F)                         | 10.1 (50.2)                   | 10.8 (51.4)                   | 19.6 (67.3)                   | 20.0 (68.0)                   | 20.7 (69.3)                   | 13.2 (55.8)                   | 15.5 (59.9)                   | 18.0 (64.4)                   | 19.0 (66.2)                   | 15.2 (59.4)                   | 15.3 (59.5)                   | 12.1 (53.8)                   | 10.1 (50.2)                   |
| Nguồn: https://weatherlabs.in/हिंदी/जलवायु/मैंगलूर/ |                               |                               |                               |                               |                               |                               |                               |                               |                               |                               |                               |                               |                               |

## Nhân khẩu
Theo điều tra dân số năm 2001 của Ấn Độ, Mangalore có dân số 398.745 người. Phái nam chiếm 50% tổng số dân và phái nữ chiếm 50%. Mangalore có tỷ lệ 83% biết đọc biết viết, cao hơn tỷ lệ trung bình toàn quốc là 59,5%: tỷ lệ cho phái nam là 86%, và tỷ lệ cho phái nữ là 79%. Tại Mangalore, 9% dân số nhỏ hơn 6 tuổi.